# Everett Peter Greenberg
Everett Peter Greenberg (* 7. November 1948 in Hempstead (Town, New York)) ist ein US-amerikanischer Mikrobiologe an der University of Washington. Er ist bekannt für das Prägen des Begriffs „Quorum sensing“, einer Form der chemischen Kommunikation zwischen Bakterien, und seine Beiträge zu dessen Aufklärung.

## Leben und Wirken
Greenberg erwarb 1970 an der Western Washington University in Bellingham (Washington) einen Bachelor in Biologie, einen Master in Mikrobiologie an der University of Iowa in Iowa City und 1977 einen Ph.D. in Mikrobiologie an der University of Massachusetts Amherst. Als Postdoktorand arbeitete er an der Harvard University, bevor er Mitglied des Lehrkörpers der Cornell University und dann Professor an der University of Iowa wurde. Seit 2005 hat er eine Professur an der University of Washington in Seattle.
Greenberg beschäftigt sich mit dem sozialen Verhalten von Bakterien. So konnten er und seine Arbeitsgruppe wesentlich zur Aufklärung des Quorum sensing beitragen, mit dem Bakterien abhängig von ihrer Bevölkerungsdichte Gene exprimieren und spezialisierte Gemeinschaften wie Biofilme bilden und Funktionen wie Biolumineszenz koordinieren. So konnten Greenberg und Mitarbeiter zeigen, dass Quorum sensing bei Vibrio fischeri durch ein lösliches Signalmolekül vermittelt wird. Die chemische Kommunikation von Bakterien spielt ebenfalls eine wichtige Rolle bei der Entstehung von chronischen Infektionen.
Jüngere Arbeiten Greenbergs befassen sich mit der Anpassung von Pseudomonas aeruginosa an die Lebensbedingungen in der Lunge von Patienten mit Mukoviszidose und mit der Unterscheidung von Bakterien zwischen „selbst“ und „nicht-selbst“. Weitere Arbeiten rückten das Quorum sensing in Zusammenhang mit Evolution und Ökologie.
Seit 2022 zählt der Medienkonzern Clarivate ihn aufgrund der Zahl der Zitationen zu den Favoriten auf einen Nobelpreis (Clarivate Citation Laureates).

## Auszeichnungen (Auswahl)
- 1989 Fellow der American Association for the Advancement of Science
- 2002 Mitglied der American Academy of Arts and Sciences[3]
- 2004 Mitglied der National Academy of Sciences[4]
- 2015 Shaw Prize (gemeinsam mit Bonnie L. Bassler)[5]
- 2023 Canada Gairdner International Award[6]
- 2023 Prinzessin-von-Asturien-Preis[7]